# Chileense Onafhankelijkheidsoorlog
De Chileense Onafhankelijkheidsoorlog (Spaans: Guerra de Independencia Chilena) werd uitgevochten van 1810 tot 1818, en leidde tot de onafhankelijkheid van Chili van Spanje.
De roep naar onafhankelijkheid bestond al enige tijd in Chili. De Franse bezetting van het moederland en het autoritair optreden van de impopulaire gouverneur Francisco Antonio García Carrasco zouden de aanleiding vormen tot het uitroepen van de onafhankelijkheid. Nadat García Carrasco in 1810 betrokken was bij een corruptieschandaal werd hij afgezet en vervangen door Mateo de Toro Zambrano y Ureta. Deze gaf toe aan de roep tot onafhankelijkheid en droeg op 18 september de macht over aan een regeringsjunta. Hoewel de politieke onrust groot was, met twisten tussen monarchisten en republikeinen, creolen en Spanjaarden, gematigden en radicalen, werden er in 1811 Congresverkiezingen uitgeschreven en stelde het Congres dat in die verkiezingen gekozen was een jaar later de eerste grondwet op, met een duidelijk liberaal karakter. José Miguel Carrera werd tot dictator uitgeroepen. Deze periode staat in Chili bekend als het Patria Vieja, het 'oude vaderland'.
De onderkoning van Peru stuurde in 1813 een leger naar Chili om de rebellerende kolonie tot de orde te roepen. Militaire nederlagen leidden tot de val van Carrera en zijn vervanging door Bernardo O'Higgins. Deze tekende een verdrag met de Spanjaarden waar geen van beide partijen zich aan wenste te houden, zodat de oorlog weer opnieuw losbarstte. Wegens het niet arriveren van hulptroepen werd O'Higgins in 1814 overweldigend verslagen door de royalistische generaal Mariano Osorio in de 'ramp van Rancagua'. Hiermee was de Reconquista van Chili voorlopig een feit, en werden de leden van de junta van 1810 door de Spaanse autoriteiten naar de Juan Fernández-archipel verbannen.
Wegens de politieke heksenjacht vluchtten de meeste onafhankelijkheidsstrijders de Andes over naar het al wel onafhankelijke Argentinië. Hier werden zij opgevangen door de bevrijder van Argentinië, José de San Martín. Zij slaagden erin een leger te vormen, en San Martín en O'Higgins trokken in 1817 de Andes weer over naar Chili. In Chacabuco, ten noorden van Santiago, kwam het tot een treffen tussen de onafhankelijkheidspartij en de Spanjaarden, dat uitliep op een nederlaag voor de Spanjaarden. O'Higgins werd uitgeroepen tot 'opperste directeur' van Chili. In 1818 was het grootste deel van het land bevrijd. San Martín, beseffende dat de onafhankelijkheid van Chili en Argentinië in gevaar zou blijven zolang de Spanjaarden nog gebied bleven controleren in Amerika, zette de oorlog in het noorden voort, en bevrijdde in 1824 met Simón Bolívar Peru. De laatste Spaanse bezitting in Chili, het eiland Chiloé, viel in 1826 in Chileense handen.